# Comté de Kildare
Le comté de Kildare (en irlandais Contae Chill Dara) est une circonscription administrative de la république d'Irlande située au sud-ouest de Dublin, dans la province du Leinster.

## Généralités
La superficie du comté est de 1 693 km2 pour 222 504 habitants en 2016.
Le centre administratif du comté se trouve dans la ville de Naas mais la ville la plus importante par son ancienneté, son histoire et son influence est Kildare.
À Leixlip on trouve l'immense usine d'Intel.
Maynooth est le centre universitaire historique du comté. On y trouve Saint Patrick College et la National University of Ireland.
La partie est du comté a connu une très intense explosion démographique depuis le milieu des années 1990. Les villes de Maynooth, Leixlip, Celbridge et Kilcock font maintenant totalement partie de l'agglomération dublinoise.
Le comté de Kildare est celui du cheval et des courses hippiques. On y trouve de très nombreux haras de dimension internationale. Un des principaux hippodrome de la république d'Irlande se trouve à Kildare (The Curragh Horse Racing Course).
Le comté de Kildare est entouré par ceux de Carlow, Fingal, Dublin Sud, Wicklow, Laois et Meath.

## Géographie

### Villes principales du comté de Kildare
- Athy
- Ballymore Eustace
- Celbridge
- Kilcock
- Kildare
- Kill
- Leixlip
- Maynooth
- Monasterevin
- Naas
- Newbridge

### Comtés limitrophes
| Offaly       | Meath            | Dublin (Fingal / Sud) |
| Offaly Laois | comté de Kildare | Wicklow               |
| Laois        | Carlow           | Wicklow               |

## Histoire

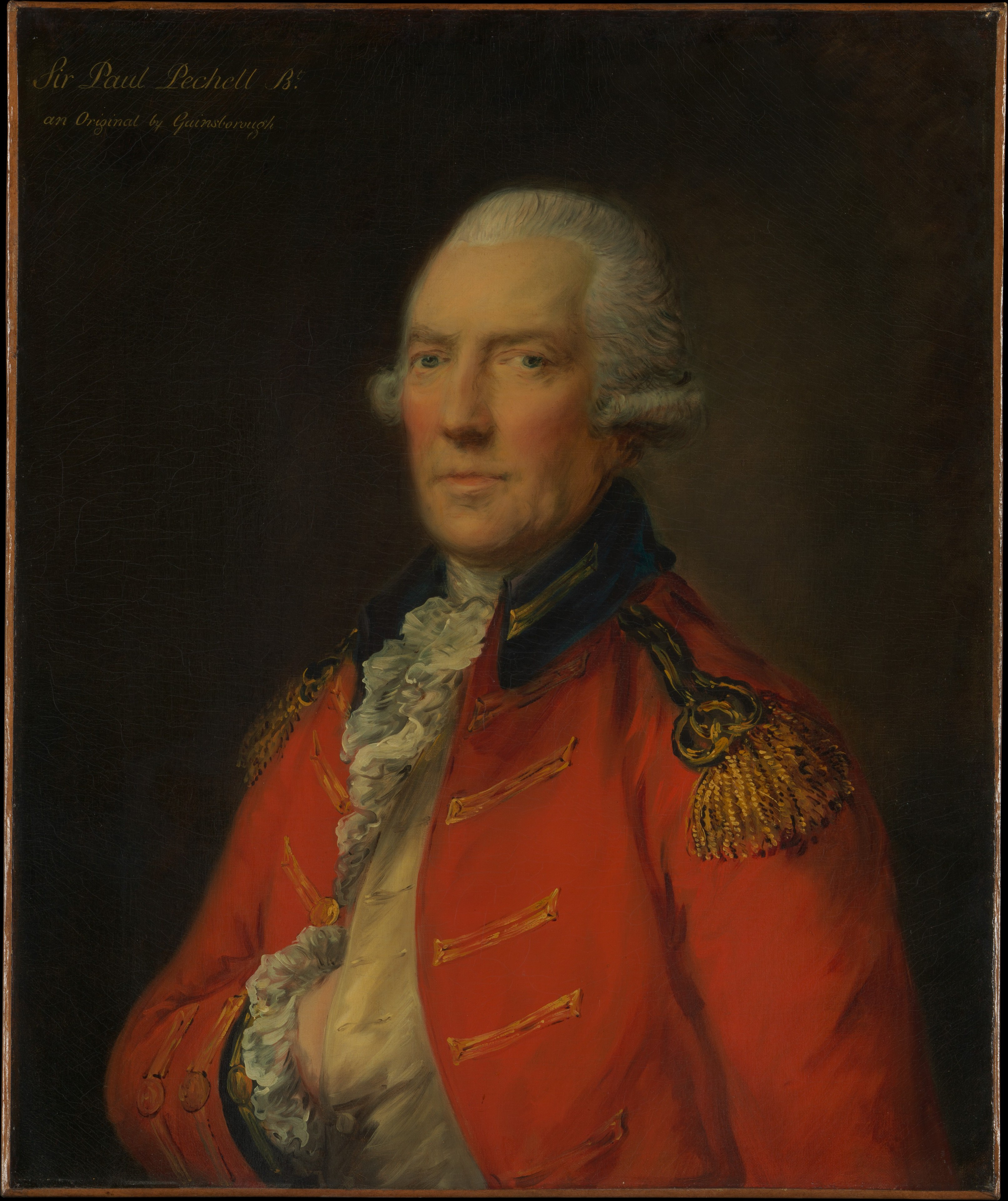
Lieutenant Colonel Paul Pechell (1724–1800)
Par Thomas Gainsborough, V. 1780
Metropolitan Museum of Art

Paul Pechell, né à Owenstown, dans le comté, est le petit-fils d'un protestant qui avait fui Montauban pour l'Irlande après la révocation de l'édit de Nantes de 1685. Il entre dans l'armée britannique en 1744 dans le Premier régiment des Dragons. Officier distingué, servant en Flandres, il épouse, en 1752, Mary Brooke de Paglesham dans l'Essex. Thomas Gainsborough fait son portrait vers 1780. Le tableau est aujourd'hui conservé au Metropolitan Museum de New York.

## Cinéma
Le film Braveheart de Mel Gibson y a été tourné.